# شمس‌العلما عبدالرب آبادی
محمد مهدی عَبدُ الرّب آبادی قزوینی از دانشوران شیعه در قرن ۱۳ و ۱۴ قمری است که اصلی‌ترین نقش را در خلق آثار کم نظیری چون نامه دانشوران ناصری و «المآثر و الآثار» داشته‌است. این دانشمند و مورخ شهیر ملقب به «شمس العلما» می‌باشد.

## تولد و تحصیلات
محمد مهدی عبدالرب آبادی در عبدالرب آباد متولد و تحت عنایت پدر خویش تربیت شد و ادبیات و مقدماتی چند از علوم را نیز نزد وی فرا گرفت. سپس برای تکمیل تحصیلات خویش به قزوین رفت که در آن روزگار بزرگان ارجمندی در آنجا ساکن بودند. وی مدتی در قزوین از محضر علمای آن دیار بهره برد و سپس به تهران که پایتخت حکومت بود رفته و دروس اساتید بزرگی را در علوم منقول و معقول به مدت طولانی دریافت و خود نیز جامع منقول و معقول گشته و در علوم مختلف اعم از تفسیر و ریاضیات و حدیث و کلام و تاریخ و حکمت صاحب نظر و ماهر شد.  از اساتید مطرح وی یکی سید علی قزوینی شارح قوانین و دیگری ملا آقا قزوینی شارح اصول کافی را باید نام برد.

## شاگردان
علامه محمد قزوینی از تربیت شدگان عبدالرب آبادی است و خود می‌نویسد:
""اصول فقه خارج رادر محضر درس  افضل المتاخرین آقا میرزا حسن آشتیانی (صاحب حاشیهٔ مشهور بر رسائل  شیخ مرتضی انصاری) درسه چهارسال اخیر عمر آن . دیگر علمایی که بدون حضور در مجالس درس ایشان (چون اصلاً مجالس درس نداشتند) از مفاوضات کثیرالبرکات ایشان مدتهای مدید مستفیض شده‌ام یکی  حاج شیخ هادی نجم آبادی و دیگر سید احمد ادیب پیشاوری و دیگر شمس العلماء شیخ محمدمهدی قزوینی عبدالرب آبادی یکی از مولفان اربعهٔ «نامهٔ دانشوران»است رحمه الله علیهم اجمعین» شیخ محمّدمهدی لابد به خاطر دوستی با پدر وی بوده که دامن همت برکمر زده و توانست اولاد صغیر را در زیر چتر حمایت خود قراردهد و مقداری ناچیز از مقرری پدر علاّمه را در حق بازماندگان برقرار نماید ""

## تالیف نامه دانشوران ناصری
عبدالرب آبادی را سردسته گروه نویسندگان نامه دانشوران ناصری و اصلی‌ترین نویسنده آن می دانند. مؤلفان این اثر حاج میرزا ابوالفضل ساوجی (متوفی ۱۲۷۵ ق) میرزا حسن طالقانی مؤلف لسان‌العجم، ملا آقا عبدالوهاب قزوینی (متوفی ۱۳۰۶ ق)، پدر علامه قزوینی، و محمدمهدی عبدالرب آبادی، ملقب به شمس‌العلما، (متوفی ۱۳۳۴ ق) بود در این میان، پس از اتمام جلد اول میرزا حسن طالقانی به سبب انتساب به بابیه اخراج شد. به گفته سید رضا صدر  بار سنگین این تألیف بر عهده شمس‌العلما بوده و حتی نقل کرده که تمام کتاب به قلم اوست که مطالب را صورت می‌داده و به اصطلاح امروزی ویرایش می‌کرده‌است.

## آثار
علاوه بر نامه دانشوران ناصری، وی در تألیف المآثر و الآثار و همچنین مطلع الشمس که به اعتمادالسلطنه منسوبند نقش اساسی داشته و نیز کتابی هم دربارهٔ امامان فقهی چهارگانه اهل سنت نوشته است. آثار دیگری از وی نیز در دست است.

## درگذشت
عبدالرب آبادی عاقبت در سنین کهولت در تهران دار فانی را وداع گفت. سال وفاتش را برخی مواضع ۱۳۰۶ ذکر کرده‌اند که غلط است و  قزوینی ۱۳۲۰ آورده‌اند که این هم ناصحیح است. علامه قزوینی وفات او را در ذی حجه ۱۳۳۱ق در حدود ۷۰ سالگی می داند  ولی بیشتر منابع وفاتش را در ۱۳۳۴ ق دانسته‌اند. لازم به ذکر است که از وی  یک تصویر  در کتاب حیات یحیی اثر میر یحیی دولت آبادی امده است.